# Marina Vinyes
Marina Vinyes Albes (Barcelona, 1986) es una programadora cultural, comisaria independiente, ensayista y profesora universitaria española.

## Biografía
Licenciada en Humanidades y formada en Estudios de cine y audiovisual contemporáneo en la Universidad Pompeu Fabra, se estableció en París. Cursa un doctorado en Artes visuales y Filosofía por la Universidad de Barcelona y La Sorbona, donde imparte clases en la Facultad de Letras. Actualmente ejerce como responsable de programación de la Filmoteca de Catalunya dónde se responsabiliza de la programación del centro, de los servicios educativos y las exposiciones.
Ha trabajado en el departamento de Proyectos artísticos de la Galería Nacional Jeu de Paume, Rencontres de la photographie d'Arles y ha comisariado proyectos para distintas instituciones y festivales, entre los cuales se encuentra la exposición Omer Fast. Le présent continue (Jeu de Paume, 2015/2016). En Barcelona ha comisariado el programa de seminarios y proyecciones La vida de las historias. El testimonio Filmado (2017) y el ciclo de películas Revolución, je t’aime. Cine y rupturas del 68 junto con Arnau Vilaró (2018). Es colaboradora del Cultura/s del diario La Vanguardia y del magazín del Jeu de Paume y ha publicado en distintas revistas especializadas. En 2013 recibió el primer Premio Internacional Memorial Walter Benjamin por el reconocimiento del trabajo ensayístico inédito Usos i abusos de la imatge en l’univers audiovisual de la Shoah, publicado en 2015 por el servicio de publicaciones de la Cátedra Walter Benjamin Memoria y exilio y Documenta Universitaria de la Universidad de Gerona.